# ده ميان (لارستان)
ده ميان (بالفارسية: ده ميان) (بالإنجليزية: Deh Mian)‏، قرية في ناحية صحراء باغ (بالفارسية: بخش صحراى باغ)، قسم صحراء باغ الريفي، مقاطعة لارستان، محافظة فارس، إيران. يبلغ عدد سكانها حسب إحصاء عام 2006 ميلادية 531 نسمة في 102 عائلة.